# 羽田空港第2ターミナル駅
羽田空港第2ターミナル駅（はねだくうこうだいにターミナルえき）は、東京都大田区羽田空港三丁目にある、東京モノレール東京モノレール羽田空港線の駅で、同線の終点。駅番号はMO 11。大田区の鉄道駅では最も東に位置する。

## 歴史
- 1985年（昭和60年）7月24日 - 羽田整備場-新東ターミナル（仮称）駅間の路線延伸免許を交付[2]。
- 1988年（昭和63年）3月17日 - 新西ターミナル駅（仮称・現羽田空港第1ターミナル駅）- 新東ターミナル駅間の延伸第二期工事認可を取得[2]。
- 2002年（平成14年）[2]
  - 3月 - 羽田空港延伸第二期工事着工。
  - 11月 - 羽田空港延伸第二期の工事計画変更認可取得。
- 2004年（平成16年）12月1日 - 羽田空港第2旅客ターミナルビル開業に併せて、羽田空港第2ビル駅として開業[1]。
- 2010年（平成22年）10月13日 - 羽田空港第2旅客ターミナルビルの拡幅に伴い、南口を増設[2]。
- 2020年（令和2年）3月14日 - 羽田空港旅客ターミナルビルの名称変更に伴い、羽田空港第2ターミナル駅に改称[3]。

## 駅構造
島式ホーム2面3線を有する地下駅。通常は西側の1面2線のみ使用しており、東側の1面1線（番線表示なし）は臨時用ホームとなっている。ホームドアやエレベーターも西側ホームのみ設置されており、東側ホームには可動しない柵が設置されている。ただし東側ホームも駅名標などは設置されている。
改札口は北口・南口の2か所で、いずれも東京国際空港（羽田空港）第2旅客ターミナルの地下1階に直結している。 当駅は東京モノレールが東日本旅客鉄道（JR東日本）の傘下となった後に開業したため、自動券売機・自動改札機・自動精算機および案内サインには開業時からJR東日本と類似のスタイルのものを使用している。なお、他の東京モノレールの駅についても2006年までに当駅と同じスタイルのものに更新され、2010年に開業した羽田空港第3ターミナル駅も当駅と同じスタイルである。
北口・南口とも、ホームと改札内コンコースを連絡するエスカレーター・エレベーターが設置されている。

### のりば
| 番線 | 路線                     | 方向 | 行先                 |
| ---- | ------------------------ | ---- | -------------------- |
| 1・2 | 東京モノレール羽田空港線 | 上り | モノレール浜松町方面 |

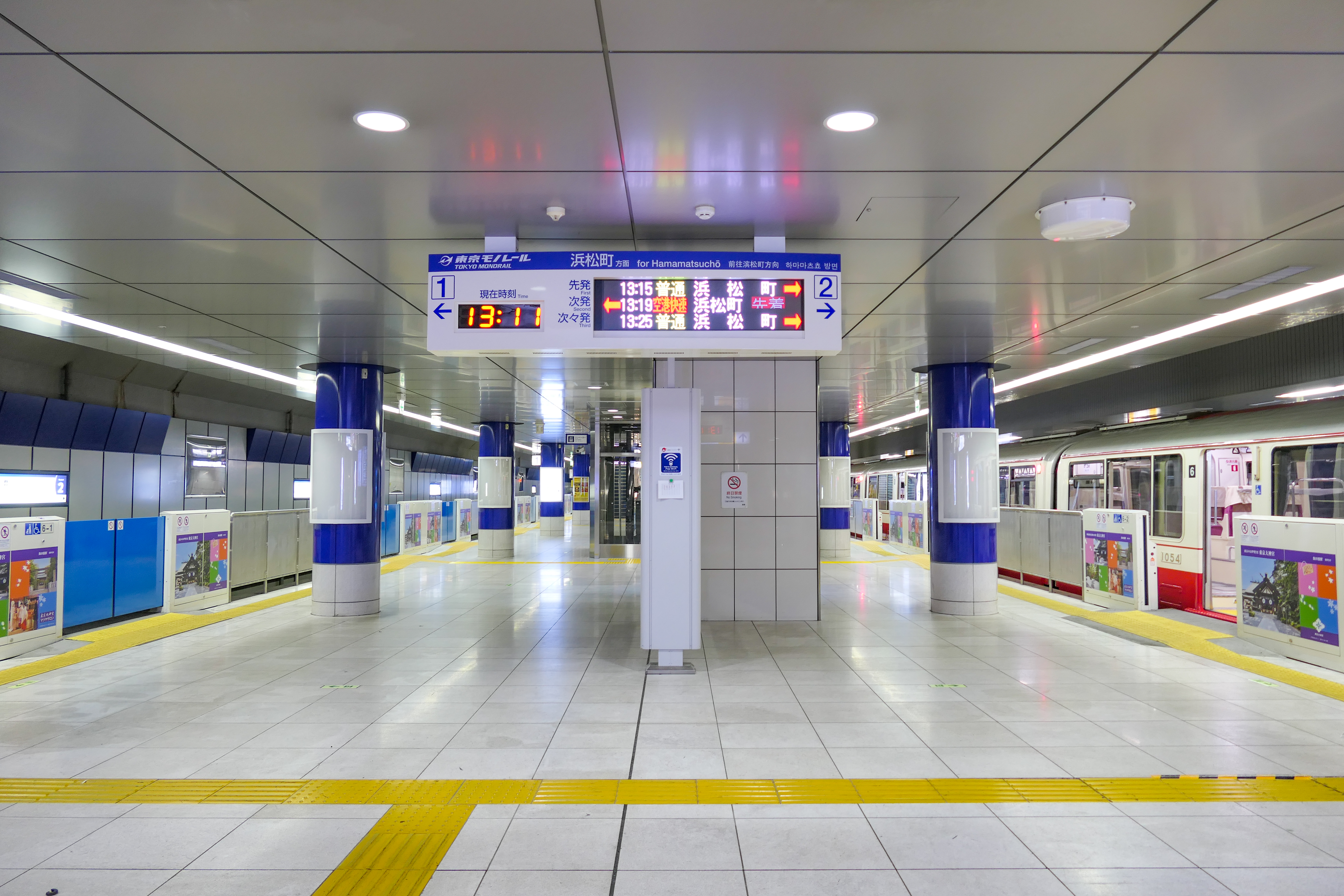
ホーム（2021年9月）
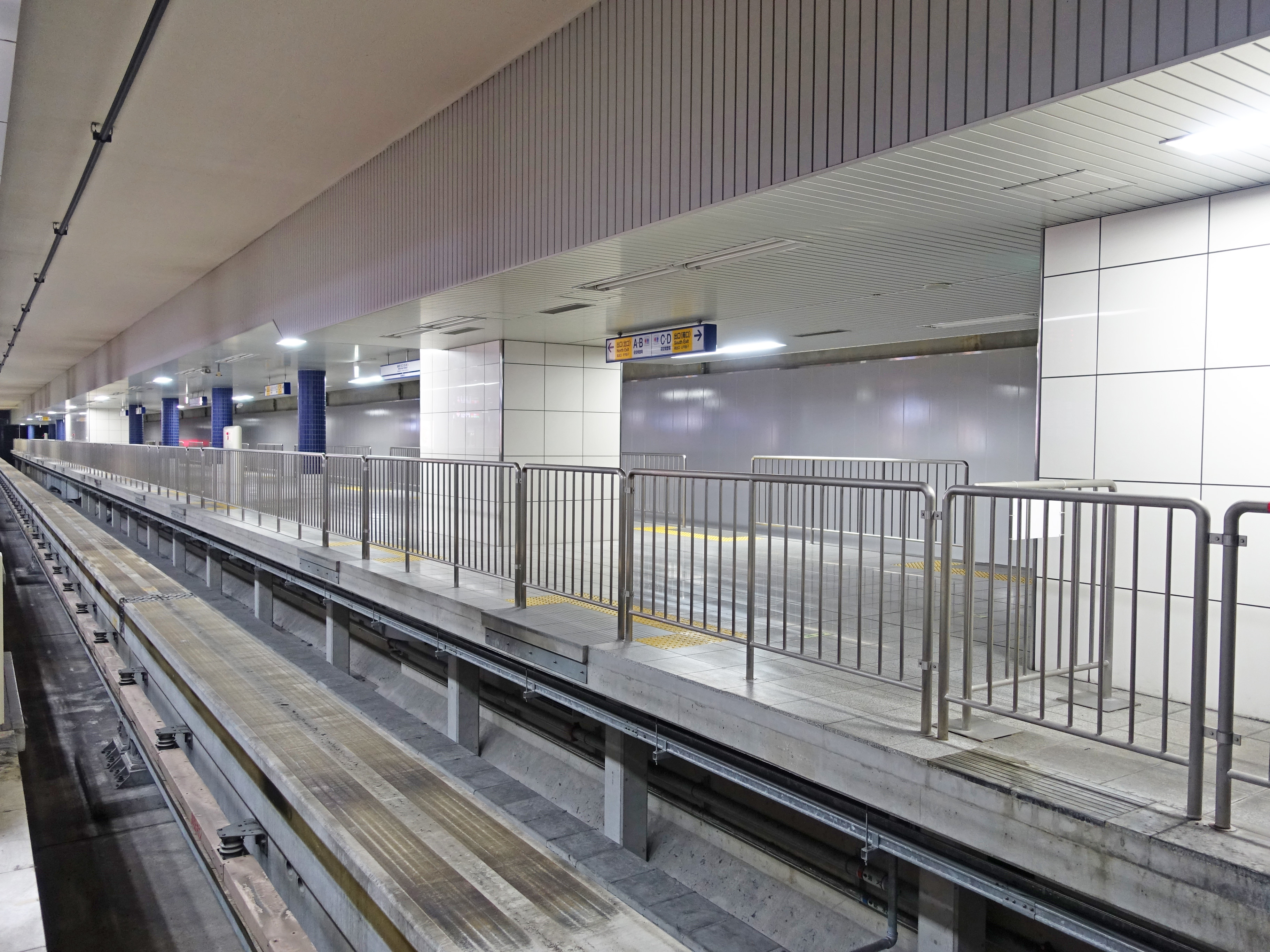
臨時ホーム（2015年3月）
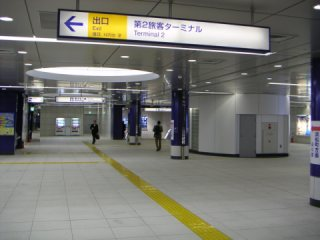
コンコース（2004年12月）

## 利用状況
2024年度の1日平均乗降人員は24,377人である。
開業以来の1日平均乗降・乗車人員推移は下表の通りである。
| 年度               | 1日平均 乗降人員 | 1日平均 乗車人員 | 出典              |
| ------------------ | ---------------- | ---------------- | ----------------- |
| 2004年（平成16年） |                  | 15,116           | [ 東京都統計 1 ]  |
| 2005年（平成17年） | 36,026           | 16,405           | [ 東京都統計 2 ]  |
| 2006年（平成18年） | 37,368           | 17,268           | [ 東京都統計 3 ]  |
| 2007年（平成19年） | 37,601           | 17,388           | [ 東京都統計 4 ]  |
| 2008年（平成20年） | 35,460           | 16,430           | [ 東京都統計 5 ]  |
| 2009年（平成21年） | 33,248           | 15,635           | [ 東京都統計 6 ]  |
| 2010年（平成22年） | 34,032           | 16,085           | [ 東京都統計 7 ]  |
| 2011年（平成23年） | 32,001           | 15,407           | [ 東京都統計 8 ]  |
| 2012年（平成24年） | 32,345           | 15,638           | [ 東京都統計 9 ]  |
| 2013年（平成25年） | 32,001           | 15,545           | [ 東京都統計 10 ] |
| 2014年（平成26年） | 30,344           | 14,890           | [ 東京都統計 11 ] |
| 2015年（平成27年） | 29,408           | 14,426           | [ 東京都統計 12 ] |
| 2016年（平成28年） | 29,439           | 14,641           | [ 東京都統計 13 ] |
| 2017年（平成29年） | 30,263           | 15,096           | [ 東京都統計 14 ] |
| 2018年（平成30年） | 31,153           | 15,811           | [ 東京都統計 15 ] |
| 2019年（令和元年） | 29,417           |                  |                   |
| 2020年（令和02年） | 11,031           |                  |                   |
| 2021年（令和03年） | 12,158           |                  |                   |
| 2022年（令和04年） | 18,834           |                  |                   |
| 2023年（令和05年） | 22,945           |                  |                   |
| 2024年（令和06年） | 24,377           |                  |                   |

備考
1. ↑  2004年12月1日開業。

## 駅周辺
- 東京国際空港（羽田空港）
  - 第2旅客ターミナルビル
  - 羽田エクセルホテル東急
  - 第3駐車場（P3）
  - 第4駐車場（P4）
  - 警視庁 東京空港警察署
- 羽田空港第1・第2ターミナル駅（京急空港線） - 当駅と京急の羽田空港第1・第2ターミナル駅は入口が近接している。
- 国道357号
- 空港中央出入口 - 首都高速湾岸線
- 湾岸環八出入口 - 同上

## 運賃に関する特記事項
当駅と羽田空港第3ターミナル駅間の運賃は通常有料だが、羽田空港で国内線と国際線を乗り継ぐ乗客に限り、その間の運賃が無料となる。乗車する際には、第2ターミナル内に4か所設置されている到着階案内カウンターでパスポートと乗り継ぎ便の航空券を提示し、「乗継乗車票」を発行して貰い、それを駅の改札口にて提示する必要がある。
なお当駅から第3ターミナル駅までの所要時間は6分となっている。

## その他特記事項

当駅構内に設置されたモノレール用シーサスクロッシングの動作

- 当駅構内には、モノレール用のシーサスクロッシングが設置されている。これは日本のモノレールでは、2007年現在、唯一の設置例である[7]。
- ホームには、羽田空港第2旅客ターミナルから出発する路線の搭乗口と保安検査場の位置を表示する「フライトインフォメーション」というディスプレイが3か所設置されている。

## 隣の駅
東京モノレール
 東京モノレール羽田空港線
■空港快速・■区間快速・■普通
羽田空港第1ターミナル駅 (MO 10) - 羽田空港第2ターミナル駅 (MO 11)